# Драчівка (Курська область)
Драчівка (рос. Драчевка) — село в Медвенському районі Курської області Російської Федерації.
Населення становить 332 особи. Входить до складу муніципального утворення Паникинська сільрада.

## Історія
Населений пункт розташований на території українського етнічного та культурного краю Східна Слобожанщина.
Від 2004 року входить до складу муніципального утворення Паникинська сільрада.

## Населення
| 2002 | 2010 |
| ---- | ---- |
| 362  | ↘332 |